# Tournoi de clôture du championnat du Paraguay de football 2020
Navigation
Tournoi précédent Tournoi suivant
Le tournoi de clôture de la saison 2020 du Championnat du Paraguay de football est le deuxième tournoi semestriel de la cent-vingt-deuxième saison du championnat de première division au Paraguay. La saison est scindée en deux tournois saisonniers qui délivrent chacun un titre de champion. Les douze clubs participants sont réunis au sein d'une poule unique où ils affrontent leurs adversaires une fois. À l’issue du tournoi, un classement cumulé des trois dernières années permet de déterminer les deux clubs relégués en deuxième division.
C'est le Club Olimpia qui remporte le tournoi après avoir terminé en tête du classement final. C'est quarante-cinquième titre de champion du Paraguay de l'histoire du club.

## Déroulement de la saison
Le tournoi d'ouverture ayant été retardé à cause de la pandémie de Covid-19, le tournoi de clôture est modifié. Les équipes ne se rencontrent qu'une seule fois, les huit premiers du classement disputent la phase finale dans un mode tournoi (quart de finale, demi-finale et finale en matchs uniques). Le vainqueur de la finale est le champion du Paraguay.

## Qualifications continentales
Le vainqueur du tournoi de clôture est qualifié pour la Copa Libertadores 2021.

## Les clubs participants
- Club Olimpia
- Cerro Porteño
- Club Libertad
- Club Guaraní
- Club Sportivo Luqueño
- Club River Plate
- Club Sportivo San Lorenzo
- 12 de Octubre FC - Promu de División Intermedia
- Club Sol de América
- Club Nacional
- Club General Díaz
- Guaireña Fútbol Club - Promu de División Intermedia

## Compétition
Le barème utilisé pour établir le classement est le suivant :
- Victoire : 3 points
- Match nul : 1 point
- Défaite : 0 point

### Classement
| Rang | Équipe                    | Pts | J  | G | N | P | Bp | Bc | Diff |
| ---- | ------------------------- | --- | -- | - | - | - | -- | -- | ---- |
| 1    | 12 de Octubre FCP         | 21  | 11 | 6 | 2 | 3 | 15 | 12 | +3   |
| 2    | Club Nacional             | 19  | 11 | 4 | 7 | 0 | 18 | 12 | +6   |
| 3    | Cerro PorteñoT            | 19  | 11 | 5 | 4 | 2 | 16 | 11 | +5   |
| 4    | Club Libertad             | 18  | 11 | 5 | 3 | 3 | 20 | 15 | +5   |
| 5    | Club Guaraní              | 18  | 11 | 5 | 3 | 3 | 11 | 7  | +4   |
| 6    | Club Olimpia              | 17  | 11 | 5 | 2 | 4 | 20 | 16 | +4   |
| 7    | Club Sol de América       | 16  | 11 | 4 | 4 | 3 | 19 | 14 | +5   |
| 8    | Guaireña Fútbol ClubP     | 14  | 11 | 3 | 5 | 3 | 31 | 14 | +17  |
| 9    | Club Sportivo San Lorenzo | 12  | 11 | 2 | 6 | 3 | 13 | 15 | -2   |
| 10   | Club Sportivo Luqueño     | 11  | 11 | 3 | 2 | 6 | 13 | 19 | -6   |
| 11   | Club River Plate          | 9   | 11 | 2 | 3 | 6 | 10 | 17 | -7   |
| 12   | Club General Díaz         | 3   | 11 | 0 | 3 | 8 | 12 | 25 | -13  |

|  | Qualification pour la phase finale                   |
|  | T : Tenant du titre P : Promu de División Intermedia |

### Phase finale
|  | Quarts de finale | Quarts de finale     | Quarts de finale    | Quarts de finale    |                      |                      | Demi-finales | Demi-finales | Demi-finales | Demi-finales |  |  | Finale      | Finale      | Finale      | Finale      |
|  |                  |                      |                     |                     |                      |                      |              |              |              |              |  |  |             |             |             |             |
|  | 23 décembre      | 23 décembre          | 23 décembre         | 23 décembre         |                      |                      | 27 décembre  | 27 décembre  | 27 décembre  | 27 décembre  |  |  | 30 décembre | 30 décembre | 30 décembre | 30 décembre |
|  | 23 décembre      | 23 décembre          | 23 décembre         | 23 décembre         |                      |                      | 27 décembre  | 27 décembre  | 27 décembre  | 27 décembre  |  |  | 30 décembre | 30 décembre | 30 décembre | 30 décembre |
|  | 1                | 12 de Octubre FC     | 1                   | 1                   |                      |                      | 27 décembre  | 27 décembre  | 27 décembre  | 27 décembre  |  |  | 30 décembre | 30 décembre | 30 décembre | 30 décembre |
|  | 1                | 12 de Octubre FC     | 1                   | 1                   |                      |                      | 27 décembre  | 27 décembre  | 27 décembre  | 27 décembre  |  |  | 30 décembre | 30 décembre | 30 décembre | 30 décembre |
|  | 8                | Guaireña Fútbol Club | 2                   | 2                   |                      |                      | 27 décembre  | 27 décembre  | 27 décembre  | 27 décembre  |  |  | 30 décembre | 30 décembre | 30 décembre | 30 décembre |
|  | 8                | Guaireña Fútbol Club | 2                   | 2                   | Guaireña Fútbol Club | Guaireña Fútbol Club | 0            | 0            |              |              |  |  | 30 décembre | 30 décembre | 30 décembre | 30 décembre |
|  | 23 décembre      |                      |                     |                     | Guaireña Fútbol Club | Guaireña Fútbol Club | 0            | 0            |              |              |  |  | 30 décembre | 30 décembre | 30 décembre | 30 décembre |
|  |                  |                      | Club Guaraní        | Club Guaraní        | 1                    | 1                    |              |              |              |              |  |  | 30 décembre | 30 décembre | 30 décembre | 30 décembre |
|  | 4                | Club Libertad        | Club Guaraní        | Club Guaraní        | 1                    | 1                    | 1            | 1            |              |              |  |  | 30 décembre | 30 décembre | 30 décembre | 30 décembre |
|  | 4                | Club Libertad        | 27 décembre         |                     |                      |                      | 1            | 1            |              |              |  |  | 30 décembre | 30 décembre | 30 décembre | 30 décembre |
|  | 5                | Club Guaraní         | 3                   | 3                   |                      |                      |              |              |              |              |  |  | 30 décembre | 30 décembre | 30 décembre | 30 décembre |
|  | 5                | Club Guaraní         | 3                   | 3                   | Club Guaraní         | Club Guaraní         | 2 (4)        | 2 (4)        |              |              |  |  |             |             |             |             |
|  | 22 décembre      |                      |                     |                     | Club Guaraní         | Club Guaraní         | 2 (4)        | 2 (4)        |              |              |  |  |             |             |             |             |
|  |                  |                      | Club Olimpia        | Club Olimpia        | 2 (5)                | 2 (5)                |              |              |              |              |  |  |             |             |             |             |
|  | 3                | Cerro Porteño        | Club Olimpia        | Club Olimpia        | 2 (5)                | 2 (5)                | 1 (1)        | 1 (1)        |              |              |  |  |             |             |             |             |
|  | 3                | Cerro Porteño        |                     |                     |                      |                      |              |              |              |              |  |  |             |             |             |             |
|  | 6                | Club Olimpia         | 1 (4)               | 1 (4)               |                      |                      |              |              |              |              |  |  |             |             |             |             |
|  | 6                | Club Olimpia         | 1 (4)               | 1 (4)               | Club Olimpia         | Club Olimpia         | 4            | 4            |              |              |  |  |             |             |             |             |
|  | 22 décembre      |                      |                     |                     | Club Olimpia         | Club Olimpia         | 4            | 4            |              |              |  |  |             |             |             |             |
|  |                  |                      | Club Sol de América | Club Sol de América | 2                    | 2                    |              |              |              |              |  |  |             |             |             |             |
|  | 2                | Club Nacional        | Club Sol de América | Club Sol de América | 2                    | 2                    | 0            | 0            |              |              |  |  |             |             |             |             |
|  | 2                | Club Nacional        |                     |                     |                      |                      |              | 0            |              |              |  |  |             |             |             |             |
|  | 7                | Club Sol de América  | 1                   | 1                   |                      |                      |              |              |              |              |  |  |             |             |             |             |
|  | 7                | Club Sol de América  | 1                   | 1                   |                      |                      |              |              |              |              |  |  |             |             |             |             |
|  |                  |                      |                     |                     |                      |                      |              |              |              |              |  |  |             |             |             |             |

- Club Olimpia remporte son 45e titre aux tirs au but[1].

## Classement cumulé
| Rang | Équipe                    | Pts | J  | G  | N  | P  | Bp | Bc | Diff |
| ---- | ------------------------- | --- | -- | -- | -- | -- | -- | -- | ---- |
| 1    | Cerro PorteñoT            | 69  | 33 | 20 | 9  | 4  | 53 | 25 | +28  |
| 2    | Club Olimpia              | 62  | 33 | 18 | 8  | 7  | 74 | 36 | +38  |
| 3    | Club Libertad             | 62  | 33 | 18 | 8  | 7  | 63 | 38 | +25  |
| 4    | Club Guaraní              | 59  | 33 | 16 | 11 | 6  | 41 | 23 | +18  |
| 5    | Club Nacional             | 44  | 33 | 10 | 14 | 9  | 40 | 34 | +6   |
| 6    | Guaireña Fútbol ClubP     | 41  | 33 | 9  | 14 | 10 | 40 | 43 | -3   |
| 7    | 12 de Octubre FCP         | 41  | 33 | 11 | 8  | 14 | 36 | 49 | -13  |
| 8    | Club River Plate          | 38  | 33 | 10 | 8  | 15 | 33 | 47 | -14  |
| 9    | Club Sportivo Luqueño     | 36  | 33 | 9  | 9  | 15 | 35 | 51 | -16  |
| 10   | Club Sol de América       | 35  | 33 | 8  | 11 | 14 | 42 | 54 | -12  |
| 11   | Club Sportivo San Lorenzo | 28  | 33 | 4  | 16 | 13 | 32 | 52 | -20  |
| 12   | Club General Díaz         | 17  | 33 | 3  | 8  | 22 | 34 | 71 | -37  |

|  | Qualification pour la Copa Libertadores 2021         |
|  | Qualification pour la Copa Sudamericana 2021         |
|  | Relégation                                           |
|  | T : Tenant du titre P : Promu de División Intermedia |

- La relégation est décidée en faisant la moyenne des points obtenus lors des trois dernières saisons (2018, 2019 et 2020). Les deux clubs les moins performants sont relégués.

## Bilan de la saison
| Championnat du Paraguay de football 2020 |                                                                      |
| Champion                                 | Club Olimpia (45e titre)                                             |
| Qualifications continentales             |                                                                      |
| Copa Libertadores 2021                   | Club Olimpia Cerro Porteño                                           |
| Copa Libertadores 2021                   | Club Guaraní Club Libertad                                           |
| Copa Sudamericana 2021                   | Guaireña Fútbol Club Club Nacional 12 de Octubre FC Club River Plate |
| Promotions et relégations                |                                                                      |
| Promus en Primera División               | aucun                                                                |
| Relégués en División Intermedia          | Club Sportivo San Lorenzo                                            |
| Relégués en División Intermedia          | Club General Díaz                                                    |